# Lev Vinocour
Lev Vinocour (russisch Лев Винокур; * 1970 in Leningrad) ist ein deutsch-russischer Pianist. 2002 hat er die deutsche Staatsbürgerschaft angenommen.

## Werdegang
Im Alter von sechs Jahren trat Lev Vinocour in die Klavierklasse von Walentina Kunde an der Hochbegabtenschule des Leningrader Konservatoriums ein. Mit 13 debütierte er als Solist mit den Leningrader Philharmonikern unter Leitung von Jewgeni Mrawinski.
Im März 1988 wurde der 17-Jährige beim letzten Klavierwettbewerb der UdSSR in Tiflis mit dem 2. Preis ausgezeichnet. Vinocour schloss die Hochbegabtenschule als Pianist und Dirigent mit Auszeichnung ab und setzte seine Ausbildung am Moskauer Tschaikowsky-Konservatorium in der Klasse von Lew Wlassenko fort.
1993 gewann er sowohl beim Concours International de Piano in Epinal (Frankreich) als auch beim Concorso Internazionale „Mavi Marcoz“ in Aosta den 1. Preis. Der Wettbewerbssieg in Italien war mit einem Geldpreis verbunden, der es Vinocour ermöglichte, nach seinem Studienabschluss in Moskau ein weiteres Studium im Westen aufzunehmen. Er ging nach Großbritannien und erwarb das Postgraduate (Master) Diploma in Advanced Studies der Victoria University in Manchester.
Beim 1. Internationalen Concours „Clara Schumann“ in Düsseldorf gewann Vinocour den 2. Preis. Das Jurymitglied Alexis Weissenberg wurde auf den Pianisten aufmerksam und lud ihn zu seinen jährlich stattfindenden Meisterkursen ins schweizerische Engelberg ein, an denen Vinocour zunächst als Student, später als Assistent teilnahm.
Auf Empfehlung Weissenbergs wurde er 1996 in die Fondazione Internazionale per il Pianoforte am Comer See aufgenommen und lernte dort Pianisten wie Murray Perahia, Charles Rosen und Karl-Ulrich Schnabel kennen.

## Arbeitsschwerpunkte und Veröffentlichungen
Werke russischer Komponisten bilden einen Arbeitsschwerpunkt Lev Vinocours. Er spielte 2006 und 2008 zwei Alben mit Werken Peter Tschaikowskys ein und widmet sich dem Schaffen dieses Komponisten in zahlreichen Auftritten mit Solo-Werken, Kammermusik und Klavierkonzerten. Zudem wirkte er an der Edition von Tschaikowskys Klavierwerken im Rahmen der Neuen Gesamtausgabe beim Verlag Schott (Mainz) mit.
Als „bedeutende editorische Tat“  bezeichnete der Musikjournalist Jürgen Otten Vinocours Aufnahme sämtlicher Etüden von Robert Schumann. 2007 gelang es Lev Vinocour nach zweijähriger Arbeit, das in der Musikwissenschaft seit längerem bekannte, aber nur in Fragmenten erhaltene Jugend-Klavierkonzert F-Dur von Schumann zu erschließen und zu orchestrieren. Das Konzert ist als eine von fünf Weltersteinspielungen auf der 3-CD-Box „Robert Schumann: Complete Works for Piano and Orchestra“ vertreten, die Vinocour 2010 mit dem ORF Radio-Symphonie-Orchester Wien unter Leitung von Johannes Wildner aufnahm.
Ein weiterer Schwerpunkt seines Schaffens sind selten zu hörende Werke für Klavier und Orchester: Adolph von Henselt Klavierkonzert f-moll, op. 16, Sophie Menter „Ungarische Zigeunerweisen“ in der Orchestrierung von Peter Tschaikowsky, Alexander Skrjabin Klavierkonzert fis-moll, op. 20 und Franz Liszt „De Profundis“.
Mit dem Dokumentarfilm „Franz Liszt. Die späten Jahre“, erstmals ausgestrahlt 2011 (ZDF/ORF; Regie: Günther Klein), brachte Lev Vinocour Leben und Werk des Komponisten einem TV-Publikum nahe. Der Schweizer Filmemacher Beat Kuert widmete Vinocour ein musikalisch-biografisches Porträt in der auch in Deutschland ausgestrahlten Reihe „Berg und Geist“. Ab Oktober 2012 strahlte 3sat die Reihe „Sonate für zwei“ aus, in der Vinocour gemeinsam mit der Moderatorin Nina Mavis Brunner den Spuren großer Komponisten folgte.
Lev Vinocour war jahrelang Klavierpartner des Tokyo String Quartet und spielte mit dem Kölner Rundfunk-Sinfonie-Orchester, dem Orchester der Tschechischen Philharmonie Prag und dem Moskauer Tschaikowsky-Orchester.

## Diskografie
- 1999: „Sergej Prokofiev: Transkriptionen für Klavier“ (2 CDs)
- 2000: „Johann Strauß: Transkriptionen für Klavier“ (1 CD)
- 2006: „Robert Schumann: Das gesamte Etüdenwerk für Klavier“ (3 CDs)
- 2007: „Peter Tschaikowsky: Klaviermusik“ (1 CD)
- 2008: „Peter Tschaikowsky: Dornröschen-Klaviertranskriptionen“ (1 CD)
- 2010: „Robert Schumann: Complete Works for Piano and Orchestra“ (3 CDs)
- 2014: „Frédéric Chopin: Etudes“ (1 CD)